# Asellopsis duboscqui
Asellopsis duboscqui is een eenoogkreeftjessoort uit de familie van de Laophontidae. De wetenschappelijke naam van de soort is voor het eerst geldig gepubliceerd in 1926 door Monard.